# Óscar de la Hoya vs. Manny Pacquiao
Óscar de la Hoya vs. Manny Pacquiao, conosciuto anche come "The Dream Match" ("L'incontro dei sogni"), è stato un celebre incontro di pugilato tra Óscar de la Hoya e Manny Pacquiao, disputato il 6 dicembre 2008 presso la MGM Grand Arena di Las Vegas, Nevada. Pacquiao sconfisse de la Hoya per KO tecnico quando quest'ultimo decise di non proseguire il match all'inizio del nono round.
Nonostante non ci fossero titoli in palio, l'evento ebbe molto risalto sui mass media data la reputazione dei due pugili, entrambi pluridecorati in carriera.
Pacquiao dovette salire di due categorie di peso (partendo dai pesi leggeri), e de la Hoya scese di una (dai pesi superwelter), affinché fosse possibile organizzare il match nella categoria dei pesi welter.

## Contesto
Dopo la sconfitta rimediata con Floyd Mayweather Jr. il 5 maggio del 2007, de la Hoya decise di chiudere la carriera nel 2008 dopo aver combattuto tre ultimi match. Nel primo sconfisse Stevie Forbes a maggio in preparazione per la rivincita con Mayweather. A causa dell'inaspettato ritiro di Mayweather dal match, tuttavia, il sostituto avrebbe dovuto essere Ricky Hatton come avversario per la data del 20 settembre. Però, Hatton rifiutò l'offerta in quanto riteneva la data troppo vicina al suo ultimo incontro. Óscar de la Hoya decise allora di cancellare l'incontro prefissato per settembre in attesa di una sfida dal maggior richiamo mediatico contro Manny Pacquiao o Miguel Cotto. Dopo che Cotto fu sconfitto da Antonio Margarito, venne annunciato che de la Hoya e Manny Pacquiao si sarebbero sfidati il 6 dicembre 2008 al MGM Grand di Las Vegas in un match nella categoria dei pesi welter. Il 28 agosto 2008 si tenne una teleconferenza per pubblicizzare ufficialmente l'incontro.

## Promozione
Presentato da Golden Boy Promotions e Top Rank Inc., la stipulazione del match venne decisa sulla distanza dei 12 round, senza titoli in palio e nella categoria dei pesi welter. Anche se Pacquiao si approcciò all'incontro come miglior pugile "Pound for Pound" del mondo, alcuni esperti del settore avanzarono dei dubbi circa la fattibilità di un match con de la Hoya, superiore di due categorie di peso.
Molti analisti davano per favorito Óscar de la Hoya, facendo notare la sua stazza naturalmente superiore a quella di Pacquiao e l'esperienza sul ring. In vista del match, de la Hoya assunse gli allenatori Angelo Dundee, Ignacio "Nacho" Beristain, e il giovane pugile e futuro campione del mondo imbattuto Edwin Valero. Óscar dichiarò alla stampa che il suo team era imbattibile.
Le vendite dei biglietti per l'evento andarono esauriti in poco tempo, dopo sole poche ore dalla messa in vendita. Gli incassi derivanti dai biglietti furono di circa 17 milioni di dollari, secondo maggior incasso dell'epoca per un match di boxe (dopo de la Hoya vs. Mayweather Jr. del 5 maggio 2007 che aveva generato ricavi per 18,4 milioni di dollari in prevendite di biglietti).

## L'incontro
Nel corso del primo round, molti dei primi colpi portati da de la Hoya andarono a vuoto mancando l'avversario; Pacquiao invece riuscì a mettere a segno un gancio sinistro seguito da una combinazione di colpi. I due pugili si scambiarono colpi a vicenda, con una certa prevalenza di Pacquiao nella percentuale di realizzazione. All'inizio del secondo round, un doppio jab di de la Hoya costrinse Pacquiao ad arretrare. Solamente la seconda delle due combinazioni di de la Hoya colpisce Pacquiao. Una combinazione di pugni di Pacquiao terminò la ripresa. Il terzo round vide Pacquiao prendere lentamente le redini del match. Nel settimo round, Pacquiao mise a segno un potente jab che fece traballare de la Hoya. Pacquiao cercò di colpire l'avversario al corpo ma venne redarguito dall'arbitro Tony Weeks di "colpire sopra la cintura". Un altro sinistro di Pacquiao scosse de la Hoya, prima che il filippino portasse a segno un'altra combinazione di colpi costringendo l'avversario all'angolo fino al termine della ripresa.
Il combattimento finì prima dell'inizio del nono round quando i secondi di Óscar de la Hoya "gettarono la spugna" sul ring. Pacquiao fu dichiarato vincitore per KO tecnico.
Pacquiao era in vantaggio ai punti nei cartellini di tutti e tre i giudici prima che l'incontro venisse fermato.

### Arbitro e giudici
- Arbitro: Tony Weeks
- Giudice: Dave Moretti
- Giudice: Adalaide Byrd
- Giudice: Stanley Christodoulou

## Il programma
| N. | Match                                     | Titolo in palio                                | Risultato | Round   | Tempo |
| -- | ----------------------------------------- | ---------------------------------------------- | --------- | ------- | ----- |
| 1  | Manny Pacquiao sconfigge Óscar de la Hoya |                                                | TKO       | 8º (12) | 3:00  |
| 2  | Juan Manuel Lopez sconfigge Sergio Medina | Per il titolo vacante IBF junior featherweight | KO        | 1º      |       |
| 3  | Victor Ortiz sconfigge Jeff Resto         |                                                | KO        | 2º      |       |
| 4  | Daniel Jacobs sconfigge Victor Lares      |                                                | KO        | 2º      |       |
| 5  | Danny Garcia sconfigge Jose Alfredo Lugo  |                                                | UD        | 10º     |       |
| 6  | Jose Angel Beranza sconfigge Jesus Rojas  |                                                | UD        | 10º     |       |
| 7  | Richie Mepranum sconfigge Cesar Ganigal   |                                                | UD        | 6º      |       |
| 8  | Robert Marroquin sconfigge Isaac Hidalgo  |                                                | KO        | 1º      |       |
| 9  | Adrien Broner sconfigge Scott Furney      |                                                | KO        | 1º      |       |
| 10 | Sergio Caro sconfigge Steven Sampson      |                                                | KO        | 6º      |       |